# Bernard Verhoeven
Bernardus Johannes (Bernhard) Verhoeven (Arnhem, 29 april 1897 - aldaar, 4 juni 1965) was een Nederlands schrijver, dichter, politicus en essayist.

## Levensloop
Na onderwijs gevolgd te hebben aan de Hogere Burgerschool te Arnhem, ging Verhoeven Nederlandse taal- en letterkunde studeren aan de Katholieke Universiteit Nijmegen. Hij ging vervolgens aan de slag als redacteur van diverse dagbladen als Het Centrum, Dagblad van Arnhem en De Maasbode. 
Tijdens de Tweede Wereldoorlog was hij krijgsgevangene in de krijgsgevangenkampen Stanislau en Neubrandenburg. In Neubrandenburg vond in 1944 onder zijn regie door Nederlandse krijgsgevangenen een opvoering plaats van het toneelstuk Gijsbrecht van Aemstel van Joost van den Vondel.
In 1946 werd hij literair directeur van het filiaal van de Belgische uitgeverij Desclée de Brouwer, dat tot in 1952 actief was op het Rokin in Amsterdam. Vervolgens was hij van 1949 tot 1956 directeur van de kunstacademie Jan van Eyck Academie in Maastricht.
In de periode van 1 december 1949 tot en met 14 juli 1952 en 6 november 1956 tot en met 19 maart 1959 was Verhoeven Tweede Kamerlid voor de Katholieke Volkspartij. In de tussentijd was hij letterkundig directeur uitgeverij en directeur Toneelacademie Maastricht. Van 1957 tot aan zijn dood was hij lid van de Provinciale Staten van Gelderland, eveneens voor de KVP.

## Werken
- Van schijn en schemer (1917)
- De voorhof (1919)
- Verzen (1922)
- De pelgrim (1924)
- De zielegang van Henriette Roland Holst (1925)
- De zilveren spiegel (1931)
- Maskers (1937)
- Karel van de Woestijne (1940)
- Lidwina van Schiedam, Brugge, De Kinkhoren (1946)
- Over de lach (1948)
- Pleidooi voor een non (1957)
- Cultuur en overheid (1970)

### Over Guido Gezelle
- Guido Gezelle, vader van het nieuwe Vlaanderen bij de eeuwherdenking van zijn geboorte, 1830-1930, Utrecht, 1930.
- Guido Gezelle, De middelpuntzoekende kracht, in: Dietsche Warande en Belfort, 1930.
- Het waagstuk der Waarachtigheid, in: Gezellenummer Dietsche Warande en Belfort, 1949.